# The Raveonettes
The Raveonettes — данський інді-рок дует. Їхня музика натхненна двовокальною гармонією The Everly Brothers, разом із важкими електричними гітарами і невеликою долею шуму у стилі The Jesus and Mary Chain. Їхні пісні зіставляють структурну та акордну простоту року 1950-60 рр. із яскраво вираженою електронною інструментацією.

## Учасники
- Sune Rose Wagner — гітара, інструменти, вокал
- Sharin Foo — бас, гітара, вокал.

## Дискографія
Студійні альбоми
- 2003 — Chain Gang of Love
- 2005 — Pretty in Black
- 2007 — Lust Lust Lust
- 2009 — In and Out of Control
- 2011 — Raven in the Grave
- 2012 — Observator
- 2014 — Pe'ahi

Міні-альбоми
- 2002 — Whip It On
- 2008 — Sometimes They Drop By
- 2008 — Beauty Dies
- 2008 — Wishing You a Rave Christmas
- 2012 — Into the Night

Компіляція
- 2011 — Rarities/B-Sides